# Prepoved nacističnih simbolov
Uporaba zastav iz nacistične Nemčije (1933–1945) je trenutno v številnih državah predmet zakonskih omejitev.
Čeprav je v večini držav zakonito, je v več evropskih državah prikazovanje zastav, povezanih z nacistično vlado, predmet omejitve ali popolne prepovedi. 
Številne nacistične zastave uporabljajo simbol svastike; vendar se svastika ne uporablja vedno v povezavi z gibanjem Nacionalsocialistične nemške delavske stranke ali nemškega Tretjega rajha ali združene nemške vojske v letih 1933–1945. Pred nacizmom je bila uporaba svastik že približno 3000 let prej. Določene nenacistične svastike je mogoče prikazati tudi na območjih, kjer so nacistične svastike prepovedane.

## Azija

### Iran
Po iranski revoluciji leta 1979 so po zanikanju holokavsta nacistični simboli v Iranu zakoniti, ker svastika v Iranu sega v štirideseta leta prejšnjega stoletja v času Pahlavija.

### Izrael
Uporaba nacističnih simbolov je v Izraelu zakonita. Zakonodaja v zvezi s tovrstnimi simboli je bila sprejeta v začetku leta 2012, vendar ni bil sprejet noben zakon.

### Tajska
Uporaba nacističnih simbolov je na Tajskem zakonita.

## Severna Amerika

### Kanada
Kanada nima zakonodaje, ki bi izrecno omejovala lastništvo, prikazovanje, nakup, uvoz ali izvoz nacističnih zastav. Vendar pa členi 318–320 Kazenskega zakonika, ki jih je sprejel kanadski parlament leta 1970 in v veliki meri temeljijo na priporočilih Cohenovega odbora iz leta 1965, obravnavajo kot kaznivo dejanje zagovarjanje ali spodbujanje genocida, sporočanje izjave v  javno spodbujanje sovraštva proti določljivi skupini, če je verjetno, da bo povzročilo kršitev javnega miru, ali sporočanje izjave, ki namerno spodbuja sovraštvo (razen v zasebnem pogovoru) proti določljivi skupini; in zagotavlja okvir za sodno dovoljen zaseg, odvzem in odstranjevanje sovražne propagande.

### Združene države Amerike
Javno izobešanje nacističnih zastav je zaščiteno s prvim amandmajem ustave Združenih držav Amerike, ki, kot je potrdila zadeva vrhovnega sodišča Texas proti Johnsonu, zagotavlja pravico do svobode govora.

## Južna Amerika

### Brazilija
Zakona št. 7.716/89 in št. 9.459/97 določata zaporno kazen in denarno kazen za vsakogar, ki proizvaja, trži, distribuira ali razširja simbole, embleme, okraske, značke ali propagando, ki uporabljajo svastiko za zagovarjanje nacizma.
Čeprav zanikanje holokavsta v brazilski zakonodaji ni izrecno prepovedano, precedens ponavadi vodijo do obsodbe. Od 11. februarja 2022 je v kongresu na čakanju več zakonov, ki kritizirajo dejanje.

## Evropa

### Avstrija
Avstrija strogo prepoveduje javno izpostavljanje in/ali širjenje vseh insignij/simbolov, emblemov, uniform (polnih ali delnih), zastav itd., ki so jasno povezani z Nacionalsocialistično nemško delavsko stranko (NSDAP, splošno znano kot nacistična stranka). Obstajajo zakonske izjeme za umetniška dela (vključno s knjigami, filmi, gledališkimi predstavami, računalniškimi igrami, izobraževalnimi/spominskimi javnimi razstavami itd.), vendar te ne veljajo, če zadevno delo spodbuja nacionalsocializem (ker je to na splošno prepovedano v Avstriji). Zakon je bil spremenjen tako, da vključuje splošno priznane zamenjave ali nekoliko spremenjene upodobitve nacističnih simbolov. Kršitve zakona o značkah iz leta 1960 (Abzeichengesetz 1960), ki prepoveduje javno izkazovanje nacističnih simbolov, se kaznuje z denarno kaznijo do 4000 € in zaporom do enega meseca. Če pa se kršitev šteje za poskus spodbujanja nacionalsocializma, se uporabi Zakon o prepovedi iz leta 1947 (Verbotsgesetz 1947), ki dovoljuje do 10 let zapora. 
Trgovanje z medaljami, uniformami ali drugimi spominki v Avstriji ni nezakonito.

### Češka
Češka nima zakonodaje, ki bi omejevala lastništvo, razstavljanje, nakup, uvoz ali izvoz nacističnih zastav; dejansko češka zakonodaja zelo otežuje celo prepoved protestov, ki vključujejo takšne zastave.
Leta 1991 je bil na Češkoslovaškem kazenski zakonik spremenjen z 260, ki je prepovedala propagando gibanj, ki so omejevala človekove pravice in svoboščine, navajajoč nacizem in komunizem. Kasneje so bile posebne omembe le-teh odstranjene zaradi pomanjkanja jasne pravne opredelitve. Vendar je bil sam zakon priznan kot ustavni. 
Policija lahko takšne dogodke odpove šele, ko postane jasno, da protestniki spodbujajo sovraštvo, kar na Češkem velja za nezakonito. Pravna ureditev zločinov iz sovraštva na Češkem je vključena v zakon 140/1961 Kazenski zakon (spremenjen z zakonom 175/1990). 

### Ciper
Ciper nima zakonodaje, ki bi omejevala lastništvo, prikazovanje, nakup, uvoz ali izvoz nacističnih zastav, prav tako Ciprski kazenski zakonik izrecno ne dovoljuje, da se pri izreku kazni upoštevajo rasistični ali drugi pristranski motivi.
Vendar pa se lahko uporaba nacističnih zastav na način, ki bi lahko povzročil diskriminacijo, sovraštvo ali nasilje, obravnava v skladu s ciprsko ratifikacijo Konvencije ZN o odpravi vseh oblik rasne diskriminacije. To omogoča pregon vsakogar, ki izrazi idejo (v javnosti, z uporabo skoraj vseh medijev, vključno z zastavami), ki žali raso, vero ali etnično pripadnost druge osebe.

### Estonija
V začetku leta 2007 je Riigikogu obravnaval osnutek zakona o spremembi kazenskega zakonika, da bi bila javna uporaba sovjetskih in nacističnih simbolov kazniva, če se uporabljajo na način, ki moti javni mir ali spodbuja sovraštvo. Predlog zakona ni začel veljati, saj je bil sprejet šele v prvi obravnavi v Riigikogu.

### Finska
Finska nima posebne zakonodaje, katere cilj bi bil nadzor nad lastništvom, prikazovanjem, nakupom, uvozom ali izvozom nacističnih zastav, vendar kazenski zakonik (39/1889) (zlasti 11. poglavje "Vojni zločini in kazniva dejanja proti človeštvu" 8. razdelek) se lahko uporabi, če je bilo kaznivo dejanje usmerjeno proti osebi, ki pripada narodni, rasni, etnični ali drugi skupini prebivalstva zaradi njene pripadnosti taki skupini.
Finska ima tudi zgodovino svastik za vladne in vojaške zastave. Zastave, ki vsebujejo simbol, je mogoče najti v finskih zračnih silah, obrambnih silah, nekaterih polkih vojske in letalskih šolah. 

### Francija
V Franciji je javno razodevanje nacističnih zastav, uniform in insignij nezakonito, razen za namen zgodovinskega filma, predstave, snemanja filma ali spektakla.
Aprila 2000 sta Mednarodna liga proti rasizmu in antisemitizmu ter Union des étudiants juifs de France (Zveza francoskih judovskih študentov) vložila tožbo proti Yahoo!  ki je nasprotoval dražbi nacističnih spominkov v Franciji prek spletnega mesta Yahoo! na podlagi dejstva, da je v nasprotju s členom R645-1. Francoski sodnik je sprva odredil Yahoo! sprejeti ukrepe, s katerimi bodo uporabniki v Franciji onemogočili dostop do kakršnih koli nacističnih spominkov prek storitve Yahoo! spletno mesto.

### Nemčija
Po drugi svetovni vojni je bil kazenski zakonik Zvezne republike Nemčije spremenjen in je prepovedal propagandno gradivo in simbole prepovedanih strank in drugih organizacij (StGB 86 in 86a). To izrecno vključuje gradivo v tradiciji nekdanje nacionalsocialistične organizacije. Proizvodnja in distribucija takega materiala je prepovedana, prav tako javno razstavljanje povezanih simbolov. Pravne posledice so lahko denarna kazen ali zaporna kazen do treh let. 
Primeri so nacistični simboli, kot sta svastika in logotip SS. Uporaba simbolov v izobraževalne in umetniške namene je zakonita. 

### Madžarska
Oddelek 335 zakona C iz leta 2012 o kazenskem zakoniku Madžarske ureja "uporabo simbolov totalitarizma", vključno s svastiko, znaki SS, križem s puščico, srpom in kladivom ter peterokrako rdečo zvezdo.  

### Latvija
Junija 2013 je latvijski parlament potrdil prepoved prikazovanja nacističnih simbolov na vseh javnih dogodkih. Prepoved vključuje zastave, himne, uniforme in nacistično svastiko.

### Litva
Litva je leta 2008 prepovedala nacistične simbole (člen 18818 zakonika o upravnih prekrških) pod grožnjo visoke denarne kazni. 5. člen zakona o srečanjih prepoveduje sestanke, ki vključujejo nacistične in sovjetske podobe.

### Poljska
Leta 2009 so bili členu 256 poljskega kazenskega zakonika dodani odstavki 2 do 4, ki prepovedujejo "proizvodnjo, snemanje, uvoz, pridobivanje, shranjevanje, posedovanje, predstavljanje ali prevoz" za namen razširjanja "tiskov, posnetkov ali drugih predmetov"  ki "javno promovira fašistični ali drug totalitarni državni sistem", razen če se izvaja "kot del umetniške, izobraževalne, zbirateljske ali akademske dejavnosti" in predvideva odvzem ne glede na lastnika ob obsodbi.

### Rusija
Ruski upravni zakonik prepoveduje propagando, proizvodnjo in širjenje nacističnih simbolov in podobnih z denarnimi kaznimi do 100.000 rubljev.

### Srbija
Srbija je leta 2009 sprejela zakon, ki prepoveduje "manifestacije neonacističnih ali fašističnih organizacij in združenj ter uporabo neonacističnih ali fašističnih simbolov in insignij".

### Španija
Neonacistični ali fašistični simboli, kot sta nacistična svastika in falanga, v Španiji niso prepovedani.

### Ukrajina
Leta 2015 je ukrajinski parlament sprejel zakon, ki prepoveduje uporabo nacističnih in komunističnih simbolov v Ukrajini. Uporaba takšnih simbolov je prepovedana in se kaznuje s 5-letno zaporno kaznijo. 